# Limeum myosotis
Limeum myosotis är en tvåhjärtbladig växtart som beskrevs av H. Walter. Limeum myosotis ingår i släktet Limeum och familjen Limeaceae.

## Underarter
Arten delas in i följande underarter:
- L. m. confusum
- L. m. rotundifolia